# Тривиальное название
Тривиа́льное назва́ние (от лат. trivialis — «обычный») — название химического соединения или функциональной группы, не соответствующее текущему соглашению о наименовании номенклатуры IUPAC, в состав которого не входят части, употребляющиеся в номенклатурном смысле, например, тривиальному названию «ацетон» соответствует систематическое название «пропан-2-он».
В отличие от систематических названий тривиальные названия не несут какой-либо информации о структуре именуемого соединения.

## Общие сведения
Тривиальные названия являются историческими названиями, ими называли вещества, структура которых была неизвестна, и названия указывали на источники, из которых они были выделены (мочевина — из мочи, толуол — из толуанского бальзама, пиперидин — от латинского названия черного перца Piper nigrum; от их свойств (глюкоза, глицерин, глицин — от др.-греч. γλυκύς, «сладкий») или от особенностей их получения (пиррол — от от др.-греч. πῦρ, получения пиролизом костей).
Вместе с тем, не все исторические названия являются тривиальными, например, серную кислоту в XIX вв. в торговле и промышленности называли «купоросным маслом», однако в тривиальным названием и тогда, и сейчас является «серная кислота».
Тривиальные названия широко используются в быту и производственной деятельности в силу своей краткости, особенно в случае природных соединений. Так, тривиальные названия «сахароза» и «морфин» значительно короче систематических названий α-D-глюкопиранозил-β-D-фруктофуранозид и «(5α,6α)-дидегидро-4,5-эпокси-17-метилморфинан-3,6-диол».

## Тривиальные, традиционные и предпочитаемые названия в номенклатуре ИЮПАК
Также некоторые тривиальные названия в номенклатуре IUPAC являются традиционными (англ. retained names для органических соединений и фрагментов их структур) и используются в качестве предпочитаемых названий (англ. preferred IUPAC names), то есть систематических названий, которые рекомендуется выбрать в том случае, если для одной и той же структуры (как соединения, так и его фрагмента) несколько правил IUPAC дают несколько названий.
Так, например, исторически тривиальные названия первых четырёх ациклических алканов (метан, этан, пропан и бутан) являются традиционными и используются в качестве предпочитаемых названий. То же самое касается и названий незамещенных гетероциклических соединений (пиррол, пиридин, хинолин и т. д.), ряда ароматических соединений — как незамещенных (нафталин, антрацен и т. д.), так и замещенных (толуол, ксилол, мезитилен), кислот и их производных (уксусная кислота, мочевина) и т. п.
В заместительной номенклатуре эти традиционные названия используются в качестве основы систематического названия соединения, например, 2,4-динитротолуол.